# Plamica promienista

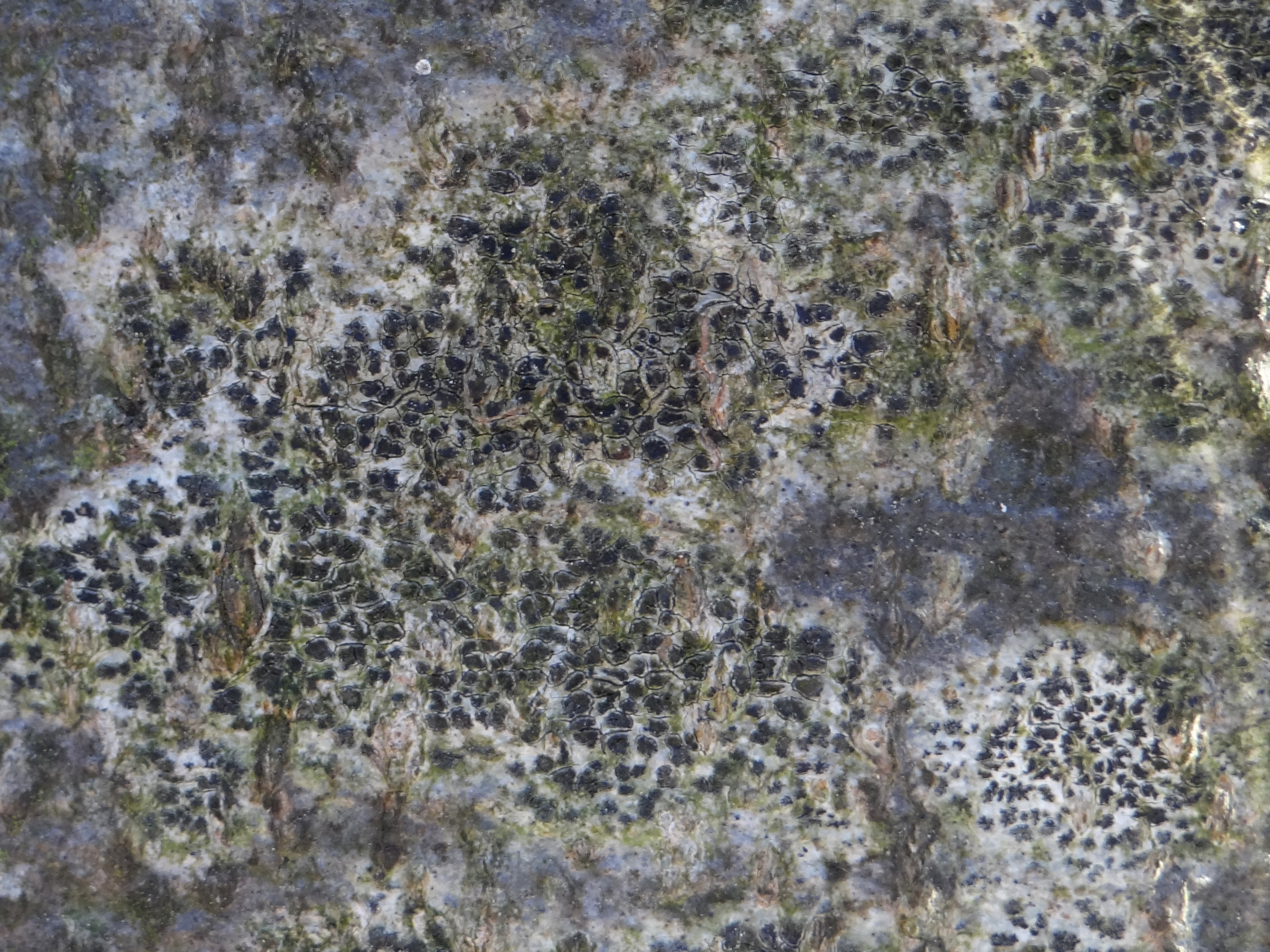
Arthonia radiata na korze buka

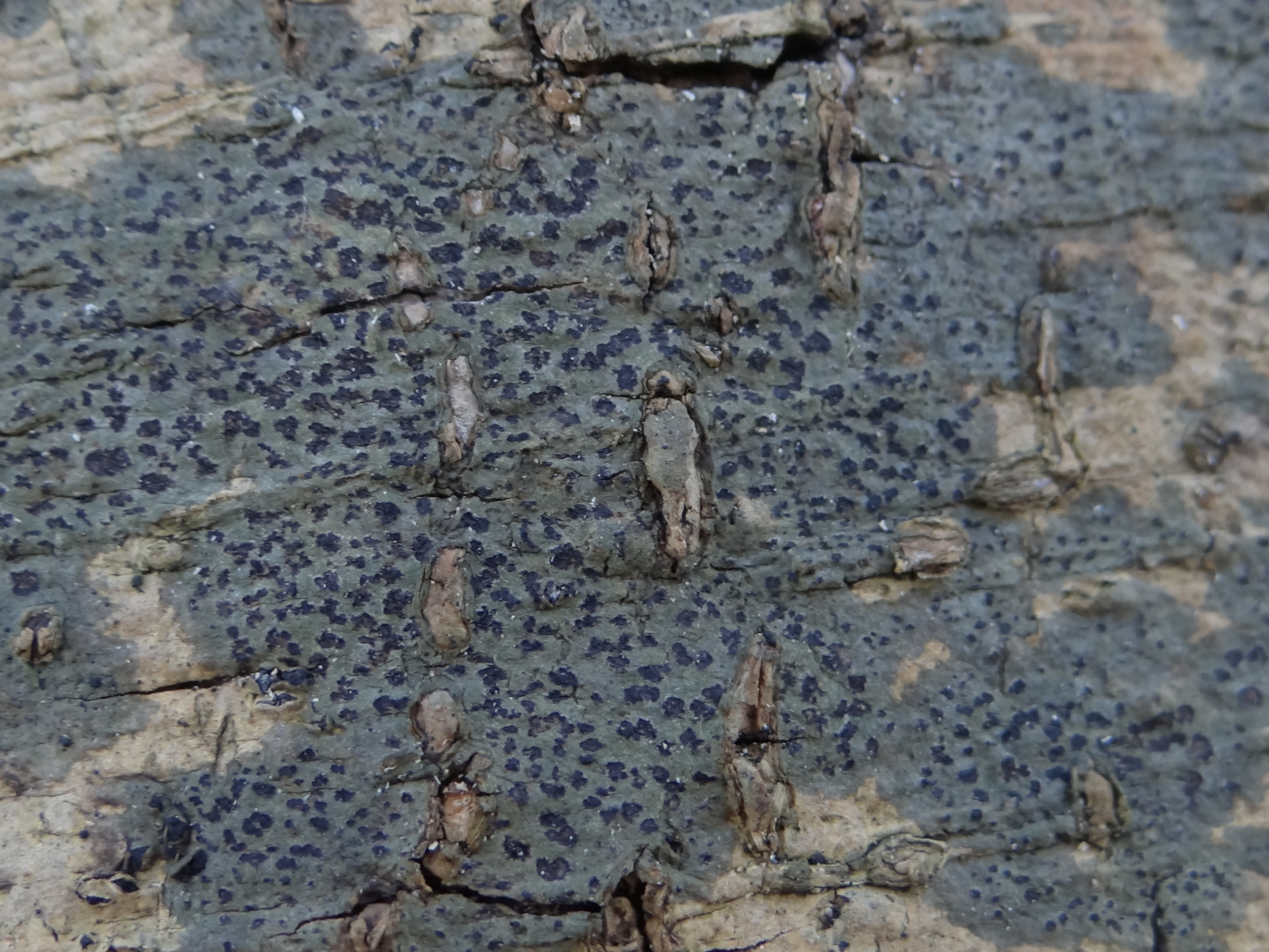

Plamica promienista (Arthonia radiata (Pers.) Ach.) – gatunek grzybów z rodziny plamicowatych (Arthoniaceae). Z powodu symbiozy z glonami zaliczany jest także do porostów.

## Systematyka i nazewnictwo
Pozycja w klasyfikacji według Index Fungorum: Arthonia, Arthoniaceae, Arthoniales, Arthoniomycetidae, Arthoniomycetes, Pezizomycotina, Ascomycota, Fungii.
Po raz pierwszy takson ten zdiagnozował w 1794 r. Christian Hendrik Persoon nadając mu nazwę Opegrapha radiata. Obecną, uznaną przez Index Fungorum nazwę nadał mu w 1808 r. Erik Acharius, przenosząc go do rodzaju Arthonia. Niektóre synonimy naukowe:

- Arthonia astroidea Ach. 1806
- Arthonia epipastoides Nyl. 1873
- Arthonia opegraphina (Ach.) Leight. 1875
- Arthonia swartziana Ach. 1806
- Lichen astroites Ach. 1798
- Opegrapha astroidea (Ach.) Ach. 1803
- Opegrapha radiata Pers. 1794
- Opegrapha swartziana (Ach.) Hepp 1824[3].

Nazwa polska według Krytycznej listy porostów i grzybów naporostowych Polski.

## Morfologia
Porost skorupiasty o plesze cienkiej, gładkiej i jednolitej, czasem spękanej. Wchodzi w związek z glonami z rodzaju Trentepohlia. Plecha ma kolor od białego przez szary do oliwkowego, czasami z ciemnym przedpleszem.
Wytwarza liczne apotecja. Mają średnicę 1 do 1,5 milimetra i dość zmienny kształt – od kolistego po palczasto rozgałęziony. Tarczki są czarne, płaskie, lub słabo wypukłe, bez brzeżka. Hypotecjum jest bezbarwne lub nieco żółtawe. Hymenium wysokości 50 μm, żółtawe, u szczytu brunatnoczarne.
Wytwarza dwutunikowe worki. W jednym worku powstaje po 8 czterokomórkowych zarodników o wymiarach 12-18 na 4–6 μm. Są podłużne, owalne lub wrzecionowate i mają tępe końce.
Gatunki podobne:
- plamica kasztanowata (Arthonia spadicea). Jej owocniki są okrągławe lub słabo nieregularne i nie są gwiaździste[4].
- plamica kropkowata (Arthonia punctiformis). Często ma gwiaździste owocniki, ale mniejsze.

## Występowanie i siedlisko
Jest szeroko rozprzestrzeniona w Ameryce Północnej, Środkowej, Europie i Azji, poza tymi kontynentami podano jeszcze jej występowanie w jednym z państw w Afryce Wschodniej. Rośnie na korze i gałęziach drzew liściastych, głównie grabów i leszczyn, rzadziej buków, jesionów i innych drzew, głównie w lasach i zagajnikach. Jest rozpowszechniony w całej Polsce na niżu i w niższych partiach gór.